# Болонь
Бо́лонь (Болен, Нури-Оджал или Боулен-Оджал) — озеро в России, в Амурском и Нанайском районах Хабаровского края, в северо-восточной части Среднеамурской низменности.

## Этимология
Происхождение название озера Болонь до конца не ясно. Е. М. Поспелов сравнивает с эвенк. болон — «угол» и якут. булун — «обособленная часть реки, озера; мыс; речной залив, бухта».

## Общие сведения

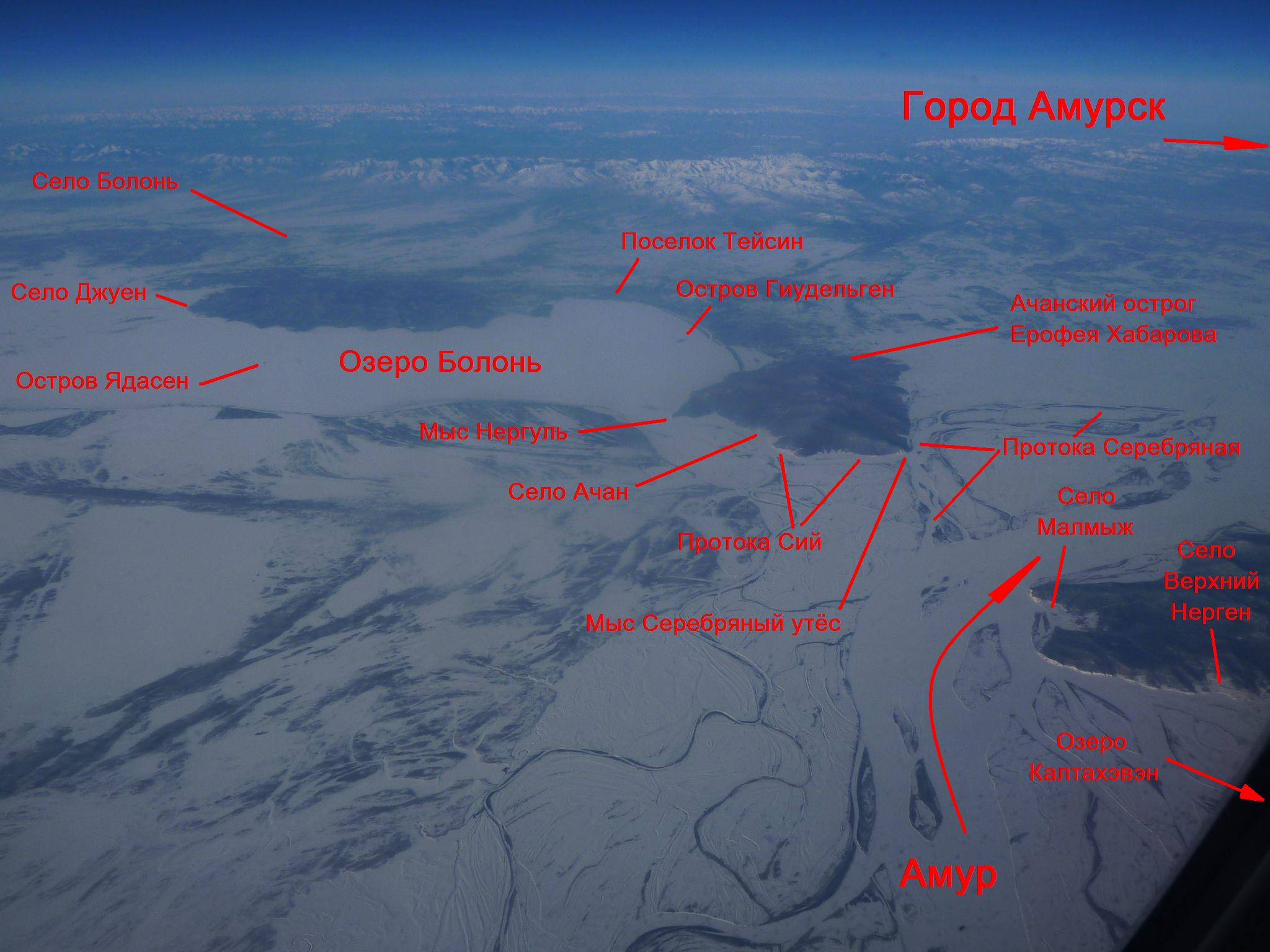
Аэрофотоснимок озера Болонь с окрестностями.

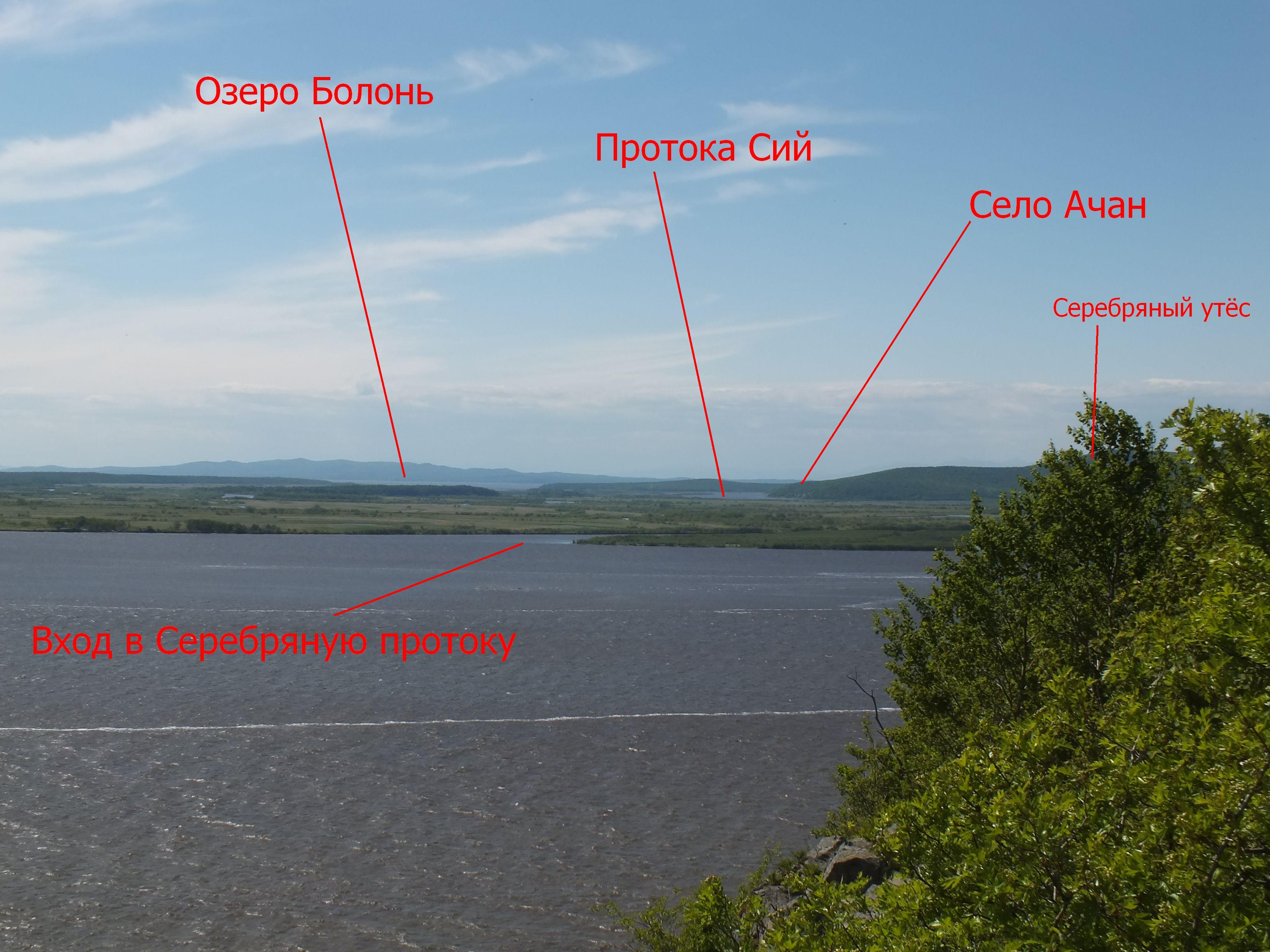
Вид на озеро Болонь с Малмыжского утёса.

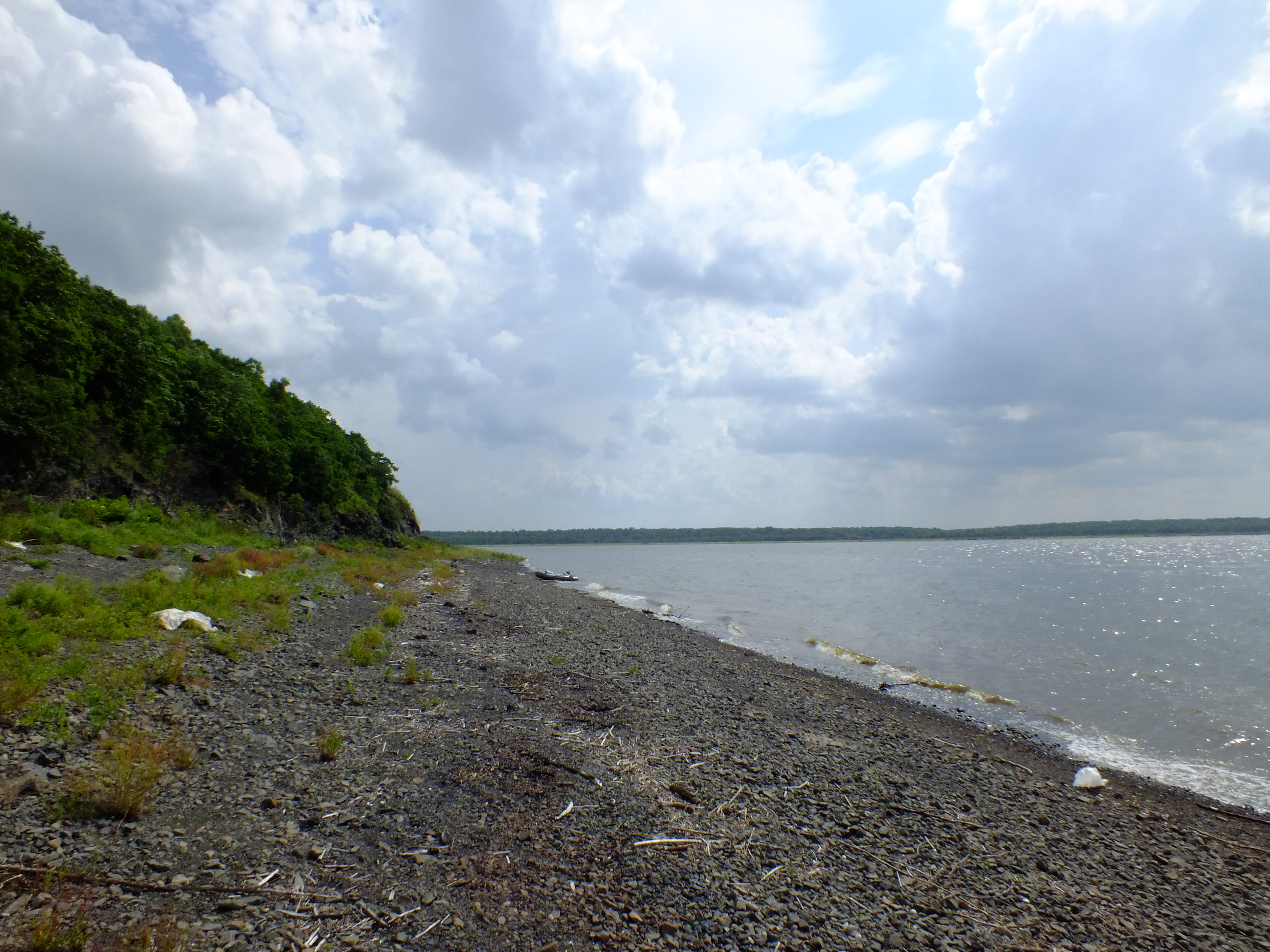
Озеро Болонь, мыс Нергуль и исток протоки Сий.

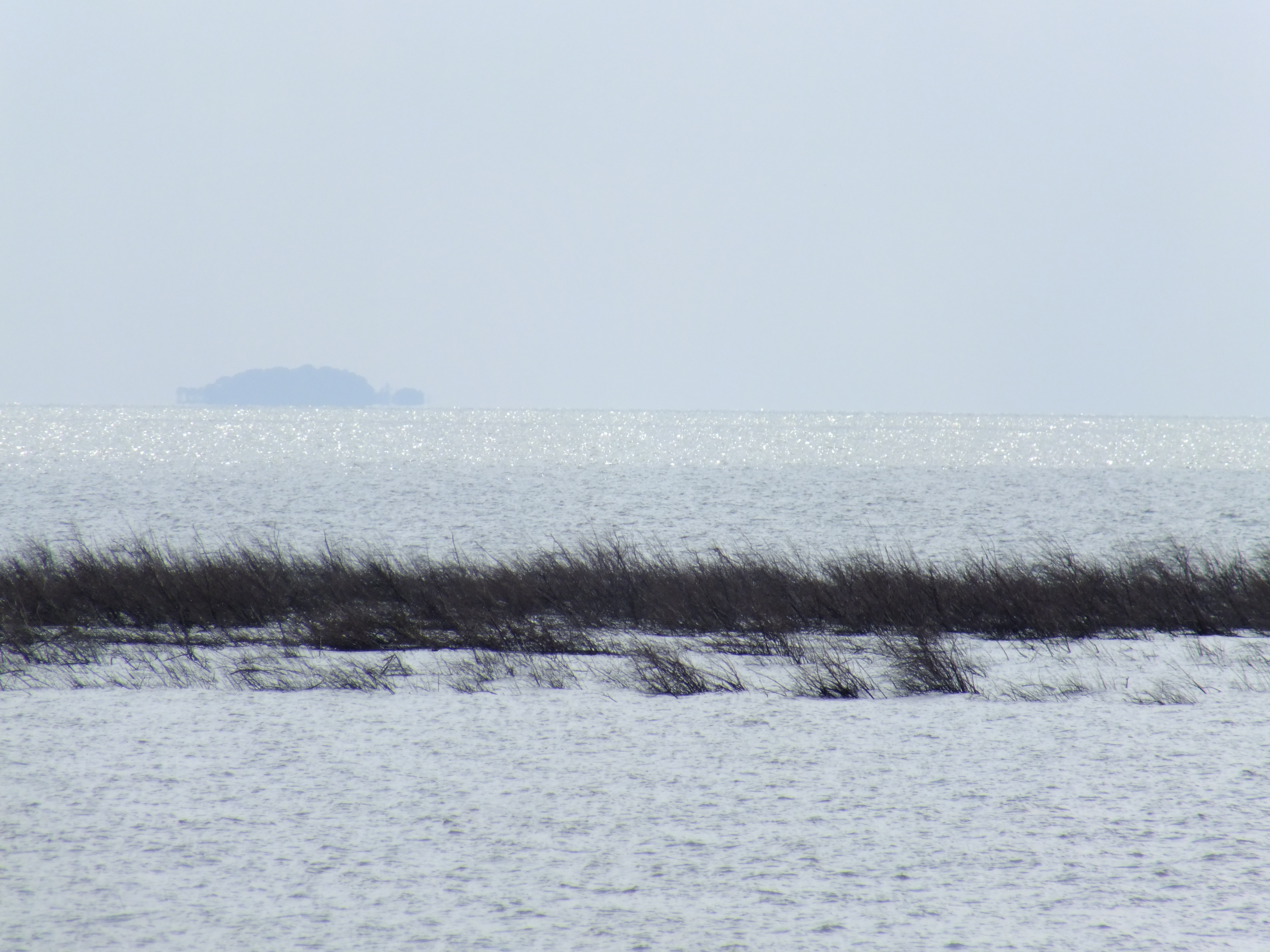
В туманной дымке просматривается остров Ядасен, сфотографировано с увеличением.

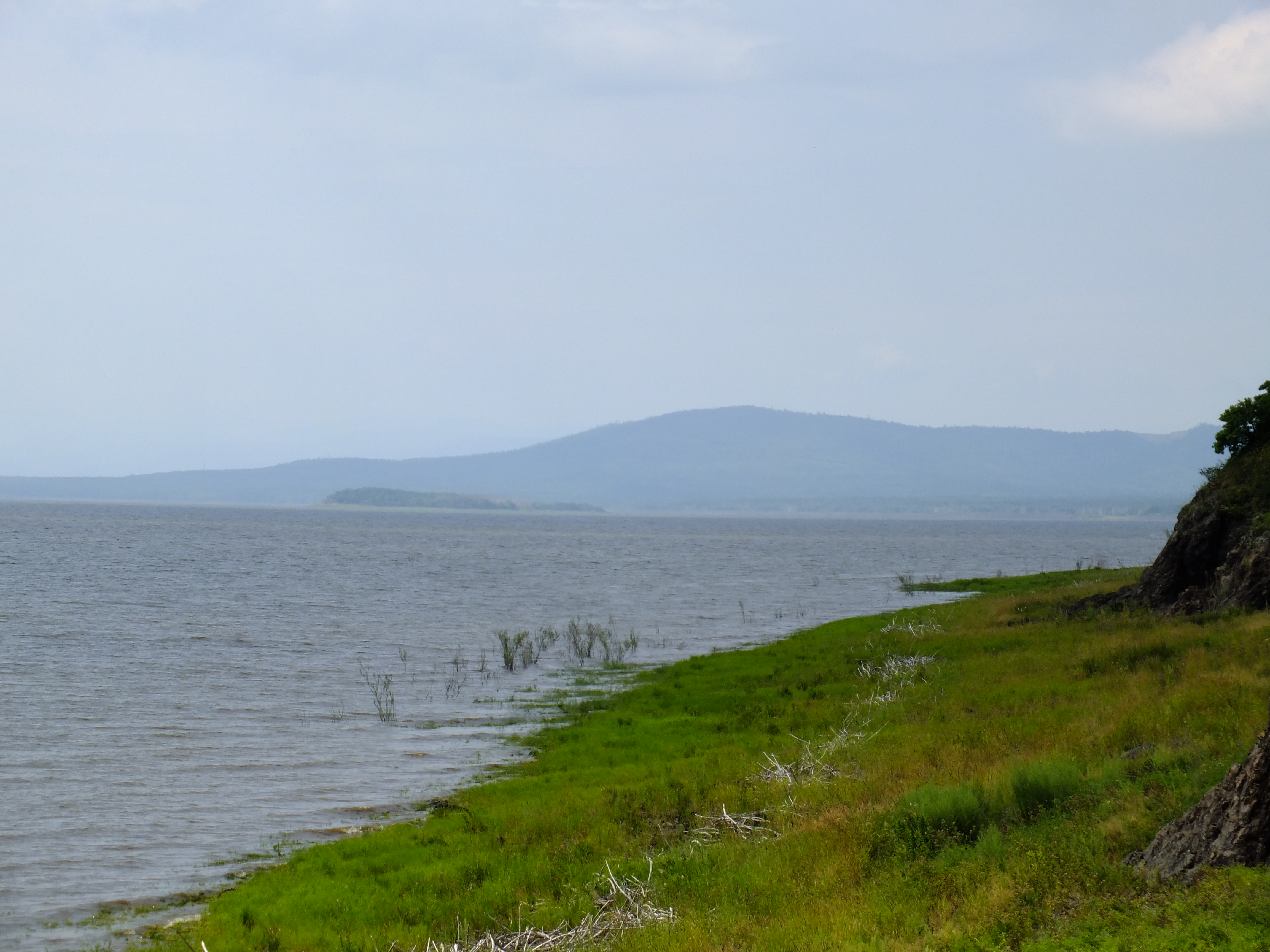
Остров Гиудельген, недалеко от мыса Нергуль и истока протоки Сий.

Площадь 338 км², глубина до 4 м. Расположено в пойме Амура, наименьшее расстояние до левого берега реки примерно 10 км. Расстояние от города Амурска примерно 40 км к юго-западу. Питание снежно-дождевое. В озеро впадают реки Симми, Харпи и Сюмнюр. Из озера вытекает протока Сий, впадающая в протоку Серебряную реки Амур. Своё название Серебряная протока получила от безуспешных попыток найти серебряную руду в сопке, расположенной вблизи этой протоки.
На озере несколько островов, наиболее примечательны два: Ядасен и Гиудельген.
- Остров Ядасе́н (или Ягдасе́н, или Туф), расположенный посредине озера, известен древним потухшим вулканом. На острове имеются остатки культовых сооружений чжурчжэней.
- Остров Гиудельге́н (или Соболь). Вулканического происхождения, покрыт лесом. Находится недалеко от северо-восточного берега.

Об островах Ядасен и Гиудельген сложено много нанайских легенд и преданий.
Когда-то Ядасен и Гиудельген были юношей и девушкой, но злые духи превратили их в камни…
Остальные острова низменные, песчано-илистые, могут затапливаться в большую воду.
К южной части озера примыкает Государственный природный заповедник «Болоньский», образованный в 1998 году.
В 1994 году озеро Болонь и устья рек Сельгон и Симми были включены в перечень водно-болотных угодий международного значения, подпадающих под действие Рамсарской конвенции.
Жарким летом вода в озере может прогреться до +30 °C.

## Населённые пункты
На левом берегу протоки Сий примерно в трёх километрах до озера находится нанайское село Ачан Амурского района Хабаровского края.
На северном берегу (бухта Олгота) находится посёлок Тейсин, от него идёт дорога к станции Тейсин (линия Комсомольск-на-Амуре — Волочаевка-2, ДВЖД).
На северо-западном берегу (залив Сюмнюр) находится село Джуен, от него идёт дорога к селу Болонь и одноимённой станции (линия Комсомольск-на-Амуре － Волочаевка-2, ДВЖД).
На правом берегу Амура напротив входа в Серебряную протоку находятся сёла Малмыж и Верхний Нерген Нанайского района.
На берегу Серебряной протоки, предположительно, находился Ачанский острог Ерофея Хабарова (1651—1652 годы).

## Судоходство
Озеро мелководно, доступно только для маломерных судов.
До середины 1990-х годов в летнее время от Амурска до национального села Ачан совершал регулярные пассажирские рейсы теплоход «Заря» (по протоке Сий и по Серебряной протоке).

## Флора и фауна
В районе озера обитает 11 видов амфибий и рептилий, 179 видов птиц и 40 видов млекопитающих.
Озеро Болонь богато рыбой, обитает 52 вида рыб.
Из-за малой глубины и благодаря тёплой воде летом в озере активно развиваются водоросли.
В скалах, расположенных на берегах озера, обитают змеи, в том числе и ядовитые.